# Malift Air
A Malift Air egy kongói légitársaság, amelynek a székhelye Kinshasában volt. 1995-től 2009-ig belföldi utas- és teherszállító járatokat üzemeltetett. A fő bázisa az N’Dolo repülőtér volt.
A légitársaság 2006. március 22-én került fel az Európai Unióból betiltott légitársaságok listájára, de 2009. november 22-én, működésének megszűnését követően törölték a listáról.

## Története
A légitársaság 1995-ben kezdte meg működését Malila Airlift néven és 2009-ben fejezte be működését.

## Balesetek és incidensek
- 2007. július 18-án a Malift Air egyik repülőgépének felszállás közben meghibásodott az 1. számú hajtóműve, magasságot vesztett és lezuhant a Bandundui repülőtértől 8 kilométerre. A fedélzeten tartózkodó 10 főből mindenki túlélte a balesetet.[3]
- 2007. október 4-én a Malift Air egyik An–26-os típusú repülőgépe lezuhant a kongói főváros, Kinshasa egyik forgalmas piacára, felszállás után nem sokkal. A szerencsétlenségnek a repülőgépen 21 áldozata, míg a földön további 28 halálos áldozata volt. A baleset azután következett be, miután a repülőgép 2. számú hajtóműve leállt és magasságot vesztett.[4]

## Fordítás
Ez a szócikk részben vagy egészben  a   Malift Air című angol Wikipédia-szócikk ezen változatának fordításán alapul.  Az eredeti cikk szerkesztőit annak laptörténete sorolja fel. Ez a jelzés csupán a megfogalmazás eredetét és a szerzői jogokat jelzi, nem szolgál a cikkben szereplő információk forrásmegjelöléseként.